# 교토 시 동물원

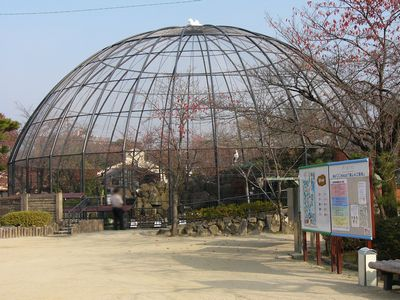
교토 시 동물원

교토 시 동물원(일본어: 京都市動物園)은 일본 교토부 교토시 사쿄구 오카자키에 있는 동물원이다.